# Pronophila orchamus
Pronophila orchamus är en fjärilsart som beskrevs av Jean Baptiste Godart 1823. Pronophila orchamus ingår i släktet Pronophila och familjen praktfjärilar. Inga underarter finns listade i Catalogue of Life.